# Taboo (Rapper)

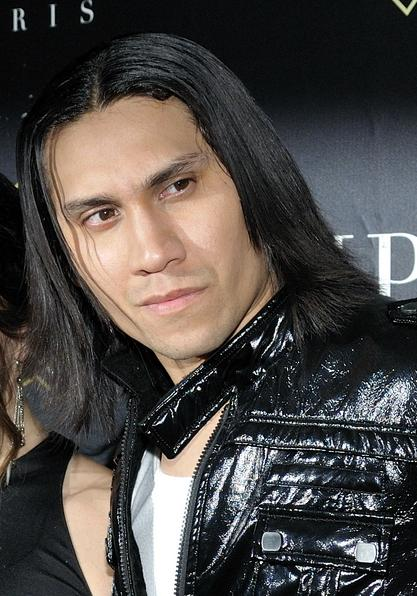
Taboo (2009)

Jaime Luis Gomez (* 14. Juli 1975 in Rosemead, Kalifornien), besser bekannt als Taboo, ist ein US-amerikanischer Rapper mit mexikanisch-amerikanischer/Shoshonen-Abstammung. Er wurde mit der Hip-Hop-Gruppe The Black Eyed Peas bekannt.

## Leben
Seine indianischen Vorfahren waren Shoshonen. Taboos Vater wurde in Morelia geboren, der Hauptstadt des mexikanischen Staates Michoacán, während seine Mutter in Los Angeles geboren wurde.
Taboo heiratete am 12. Juli 2008 Jaymie Dizon in Pasadena, Kalifornien. Das Paar hat zwei Söhne und eine Tochter: Jimmy Jalen Gomez, geboren am 19. Juli 2009 sowie Journey, geboren am 26. April 2011 und Jett geboren im Februar 2016.
Er hat bereits einen Sohn aus einer früheren Beziehung namens Joshua Parish Gomez (* 17. Oktober 1993).

## Karriere
1995 schloss er sich den beiden Rappern will.i.am und apl.de.ap der US-amerikanischen Hip-Hop-Band The Black Eyed Peas an, die damals noch Atban Klann hießen und nach einem Plattenlabelwechsel in The Black Eyed Peas umbenannt wurden.
Gomez kündigte an, eine Kunstschule für Kinder in seiner Heimat-Stadt, Rosemead, Kalifornien zu gründen. Er hatte außerdem in dem Film Street Fighter: The Legend of Chun-Li einen Gastauftritt und in dem Film  Jamesy Boy  die Rolle des Guillermo inne. 

## Singles
- 2004: La Paga  (Juanes mit Taboo)
- 2010: One Heart, One Beat  (mit Dolores Huerta, Longoria, Oscar De La Hoya, Shakira & Juanes)
- 2012: Don’t Wanna Dance  (mit Alex Gaudino)
- 2013: Love Is Going Nowhere (mit Diva, Pitbull & Roscoe Umali)
- 2014: Zumbao
- 2015: Transm1t
- 2016: The Fight